# Boris Schatz
Boris Schatz (en hebreo: בוריס שץ, en cirílico ruso: Борис Шац; Varniai, Kaunas, Imperio Ruso, 14 de diciembre jul./23 de diciembre greg. de 1866 – Denver, Colorado, Estados Unidos, 23 de marzo de 1932) era un escritor y artista judío lituano fundador de la Academia de artes y diseño Bezalel en Jerusalén.

## Biografía
Su padre era un humilde maestro en un jéder. Lo envió a estudiar a una escuela en yeshivá en Vilna. Allá, se inscribió en una escuela de dibujo hasta 1885.
En 1887, conoció al escultor Mark Antokolski en casa de sus padres y le enseñó una figurita suya moldeada en piedra negra de un judío con talit; Antokolski lo animó entonces a matricularse en la Academia Imperial de las Artes de San Petersburgo, pero finalmente no pudo. Mientras tanto, dio clases particulares de arte en Vilna y en 1888 se mudó a Varsovia donde enseñó arte en escuelas judías. 
En verano de 1889, se casó con Eugenia (Genia) Zhirmunsky y fueron a vivir a París donde siguió cursos de Antolinsky, y también de Fernand Cormon, entre otros, y donde para sufragar sus estudios participó en un combate de boxeo.
Más tarde vivieron seis meses en Banyuls-sur-Mer en 1889 e invitados por Fernando I de Bulgaria se mudaron a Sofía en 1895 donde nació su hija Angelika en 1897. Genia lo abandonó por uno de sus estudiantes, Andrey Nikolov, quien más tarde sería un célebre escultor búlgaro y se llevó a Angelika con ella. 
En marzo de 1904, viajó a Estados Unidos para supervisar la  Exposición Universal de San Luis, y estuvo allí hasta diciembre de 1904.
De vuelta a Bulgaria, le declaró su amor a una chica de dieciséis años llamada Dora Gabe, quien sería una afamada poetisa, pero no le correspondía. En 1905 partió para Berlín, donde conoció a los sionistas Franz Oppenheimer y Otto Warburg, quienes se le mostraron entusiastas con la idea de fundar una academia en Jerusalén, que fundó en 1905.
En 1911, se casó con la escritora e historiadora de arte Olga Pevner con quien tuvo dos hijos, también artistas Bezalel (1912-1918) y Zahara (1916-1999)
Más tarde, cuando vivía cerca del Mar de Galilea durante la Primera Guerra Mundial, escribió la novela futurista "Jerusalén Reconstruida", donde el arquitecto bíblico Bezalel se le aparecía a Shatz y lo llevaba a dar un tour por Israel en 2018.
Falleció en una campaña para captar fondos para su escuela en Denver. A su muerte, gran parte de su colección pasó al Museo de Israel. Su cuerpo yace en el Cementerio judío del Monte de los Olivos